# Svartfläckig tandvaktel
Svartfläckig tandvaktel (Odontophorus hyperythrus) är en fågel i familjen tofsvaktlar inom ordningen hönsfåglar.

## Utbredning och systematik
Fågeln förekommer i västra och centrala Anderna i Colombia. Den behandlas som monotypisk, det vill säga att den inte delas in i några underarter.

## Status och hot
Arten har ett stort utbredningsområde, men tros minska i antal, dock inte tillräckligt kraftigt för att den ska betraktas som hotad. Internationella naturvårdsunionen IUCN listar arten som livskraftig (LC). Beståndet uppskattas till mellan 150 000 och 500 000 vuxna individer.